# 大津市立平野小学校
大津市立平野小学校（おおつしりつひらのしょうがっこう）は、滋賀県大津市馬場1丁目にある公立小学校。

## 沿革
- 1876年 - 前身の松本學校（生蓮坊）、竣明學校（義仲寺）が開設される。
- 1878年 - 両校が統合されて松本學校となる（児童数109名）。
- 1892年 - 大津東尋常小學校と改称。
- 1930年 - 校歌制定。(巖谷小波作詞/岡野貞一作曲)
- 1941年 - 大津市平野国民學校と改称。
- 1947年 - 大津市立平野小学校と改称。
- 1973年 - 校舎改築中、「青い目の人形」が発見される（後述）。
- 1982年 - 児童数が過去最大の1540名となる。
- 1996年 - 創立120周年を迎える。

## 教育
- 他学年の児童との交流の活発化や、記憶力の向上を目指して2002年から毎年1 - 2月に小倉百人一首のかるた大会が開かれている[1]。

## 通学区域
- 大津市
  - 西の庄、鶴の里、石場、打出浜、竜が丘、池の里、馬場1丁目～3丁目、松本1丁目～2丁目、におの浜1丁目～4丁目、本宮2丁目（8番41～51号、9番～17番の全号、18番8～18号、19番～29番の全号）、相模町（6番～8番の全号）、湖城が丘（1番の全号、23番～28番の全号、31番の全号、33番1～18号、64～68号、35番～44番の全号）

## 近隣の施設
- 滋賀県立芸術劇場 びわ湖ホール
- 滋賀県立体育館
- 滋賀県立武道館
- 滋賀県立大津高等学校
- 義仲寺
- カトリック京都教区 - 大津教会
- 大津市民病院
- 大津膳所駅前郵便局
- 西武ショッピングセンター
- 大津PARCO
- びわ湖大津プリンスホテル

## アクセス
- JR西日本東海道本線膳所駅・京阪石山坂本線京阪膳所駅から北へ300m

## 著名な出身者
- 安楽好正（政治家、大津市議）

## 備考
- 1972年に古い校舎を解体中、職員室の壁板の中から1927年3月にアメリカ合衆国から贈られた青い目の人形「ジェーン・ハイランド」が発見された。現在は大津市立歴史博物館で展示されている[2]。

- 宮島未奈による小説『成瀬は信じた道をいく』に登場する大津市立ときめき小学校のモデルとされている[3]。